# Tamam Djafarova
Pour les articles homonymes, voir Djafarova.
Tamam Djafarova est une femme politique azerbaïdjanaise, candidat en sciences historiques, membre de l'Assemblée nationale d'Azerbaïdjan.

## Biographie
Tamam Djafarova est née le 5 avril 1959 à Bakou. Après avoir obtenu son diplôme de l'Université d'État de Moscou en 1981, elle a commencé à travailler comme enseignante à l'Institut pétrolier et chimique d'Azerbaïdjan (aujourd'hui Université d'État du pétrole et de l'industrie d'Azerbaïdjan).
Actuellement, elle est professeure associée au Département des relations internationales de l'Université des langues d'Azerbaïdjan, vice-recteur pour les questions sociales et les relations publiques.
Tamam Djafarova est membre du Milli Majlis de la République d'Azerbaïdjan de la VI convocation, membre du comité de la famille, des femmes et des enfants, membre du comité de la science et de l'éducation.

## Prix
- Médaille de Taraggui[3]